# 宇津野駅
宇津野駅（うつのえき）は、かつて岩手県下閉伊郡岩泉町に存在した日本国有鉄道（国鉄）小本線（のちの東日本旅客鉄道（JR東日本）岩泉線）の駅（廃駅）である。小本線の当駅 - 浅内駅間延伸により、1957年（昭和32年）5月16日に廃止された。

## 概要
小本線時代に存在した駅で、浅内駅へ延伸されるまで、当路線の終着駅として暫定的に設けられた駅であった。当駅は押角トンネル岩手大川方坑口付近にあった。岩泉線の営業当時は、広い平らな跡地が、岩泉行き列車に乗り押角トンネルを抜けてすぐ左側に見えた。国道340号からは木製の橋で繋がっている。

## 歴史
- 1947年（昭和22年）11月25日：小本線の押角 - 当駅間開通により開設[1][2]。
- 1948年（昭和23年）11月26日：アイオン台風の風水害により小本線が全線不通となり営業休止[1]。
- 1949年（昭和24年）3月5日：災害復旧により営業再開[1]。
- 1957年（昭和32年）5月16日：浅内延伸開業に伴い廃止[3]。
  - なお、公式廃止日以後も、しばらくの間一部の列車が停車していたという[4]。

## 駅構造
単式ホーム1面1線の地上駅であった。1990年代後半まで木造駅舎が存在しており、保線待合室として利用されていた。

## 駅周辺
宇津野の集落は国道と川を挟んだ反対側にある。また、駅入口には廃屋がある。
- 押角峠
- 押角トンネル

## 備考
2010年（平成22年）7月31日に発生した岩泉線の土砂崩れ事故では、事故処理のため被災車両を当駅の跡地に輸送している。この事故で岩泉線は不通となり、復旧にはかなり時間がかかることが見込まれるため、当駅を復活させ、茂市 - 宇津野間だけでも運行をとの意見があったが、JR東日本によるとこの区間にも調査が必要な箇所があるため、実現は難しいとされた。そして実現することなく、2014年4月1日に当線は全線が廃線となった。

## 隣の駅
日本国有鉄道
小本線
押角駅 - 宇津野駅